# Museu do Exército de Libertação Popular

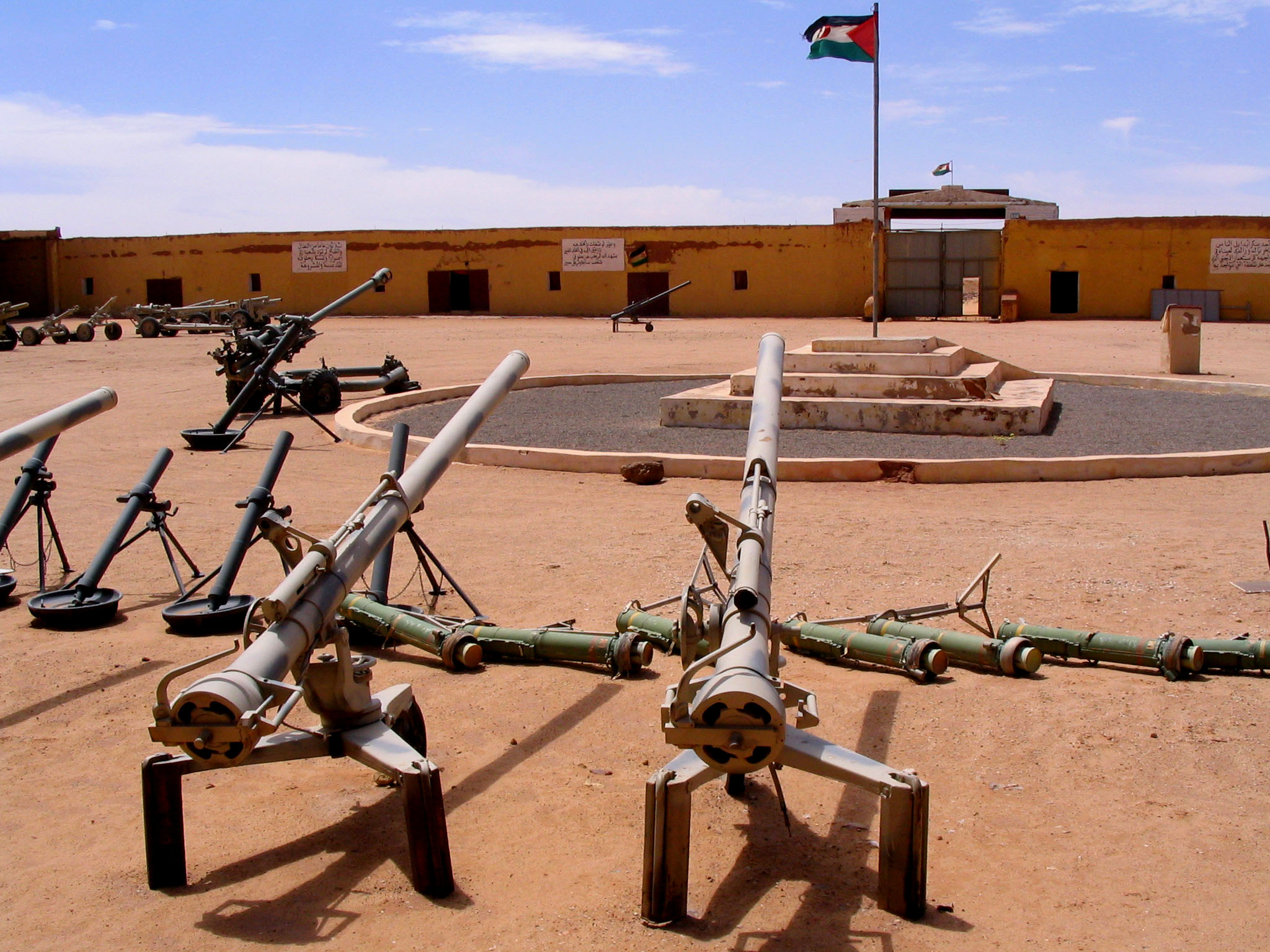
Parte central do museu

O Museu do Exército de Libertação do Povo Saharaui (em árabe: متحف جیش التحریر الشعبي; em castelhano:  Museo del Ejército de Liberación Popular) está localizado nos campos de refugiados saharauis, no sudoeste da Argélia. Este museu é dedicado à luta pela independência do povo saharaui. Apresenta armas, veículos e uniformes utilizados, além de abundante documentação histórica.
Atualmente é também a sede do Governo da República Árabe Sarauí Democrática.

## Lista de exposições

### Veículos
- AMX-13 F3
- Elande-20
- Elande-90
- AML-90
- Panhard M3
- SK-105 Kurassier[2]
- Unimog[2]
- VAB

### Artilharia rebocada
- Obuseiro M101[2]
- Canhão sem recuo B-11
- Canhão sem recuo M40
- Obuseiro L118 Light Gun

### Armas portáteis e explosivos
- AK-47
- FN FAL
- Heckler & Koch G3
- Heckler & Koch MP5
- Granada auto-explosiva M72
- Browning M1919
- Mina TS-50
- Mina VS-50[2]